# Do You Remember Love

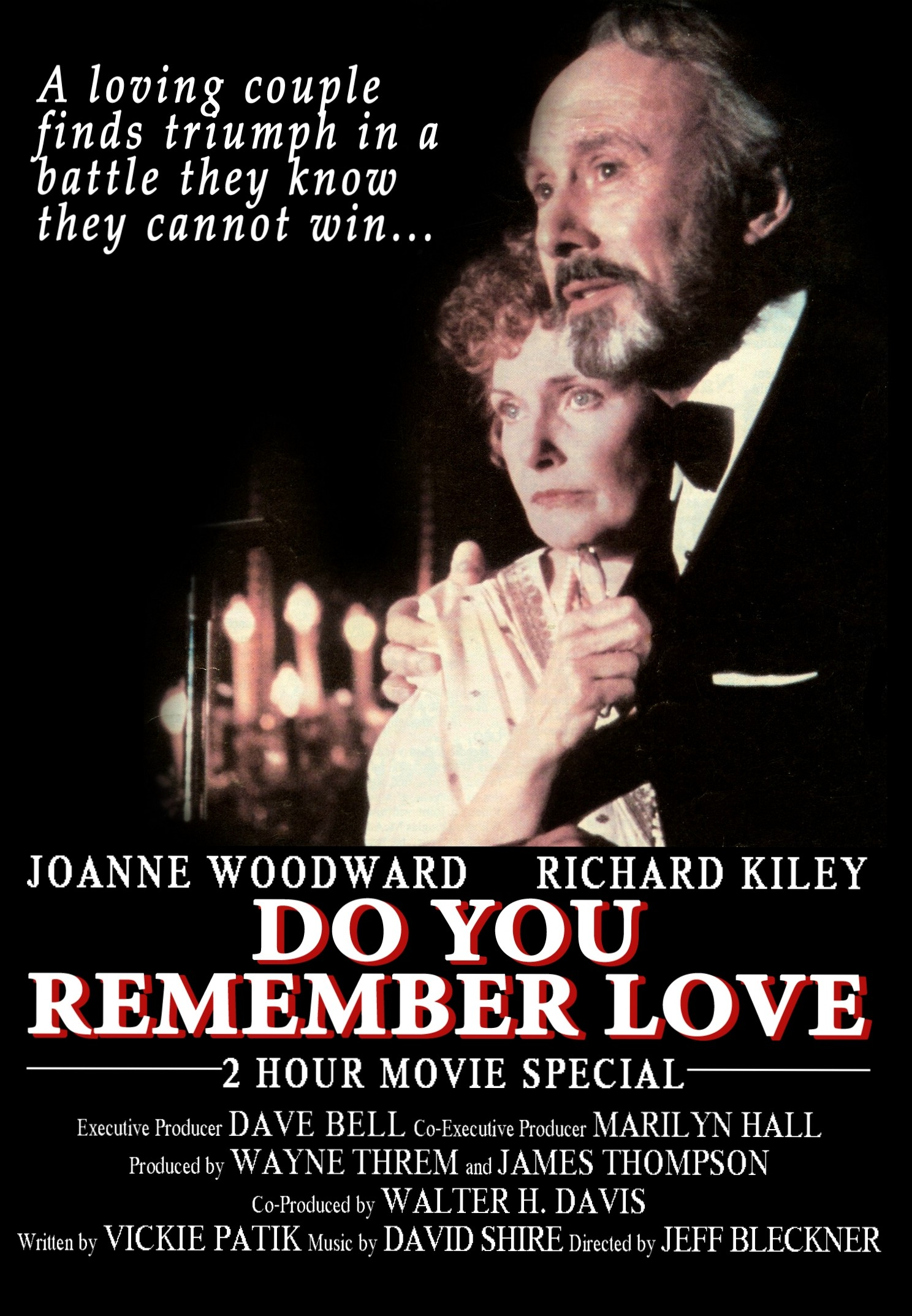
Plakát k filmu Do you remember love

Do You Remember Love je americký televizní film z roku 1985. Hlavní postavy ztvárnili Joanne Woodward a Richard Kiley. Film byl poprvé vysílán v roce 1985. Film získal cenu Emmy v jedné z vedlejších kategorií, konkrétně drama/comedy special.